# ساتوشی شیمیزو
ساتوشی شیمیزو (انگلیسی: Satoshi Shimizu؛ زادهٔ ۱۳ مارس ۱۹۸۶) بوکسور اهل ژاپن است.